# Shock rock
Genres associés
Hard rock, glam rock, punk rock, punk hardcore
Le shock rock, également écrit shock-rock, est un terme regroupant plusieurs groupes dans plusieurs styles différents associant la musique rock avec des prestations en concert choquantes (d'où le nom) mettant en scène du sexe et ou de la violence visant explicitement à provoquer. Bien qu'il soit souvent utilisé à tort pour classer des groupes, le shock rock n'est pas un style musical proprement dit puisqu'il n'est pas descriptible réellement au niveau musical et qu'il ne décrit qu'une manière d'agir sur scène.

## Histoire

### Origines

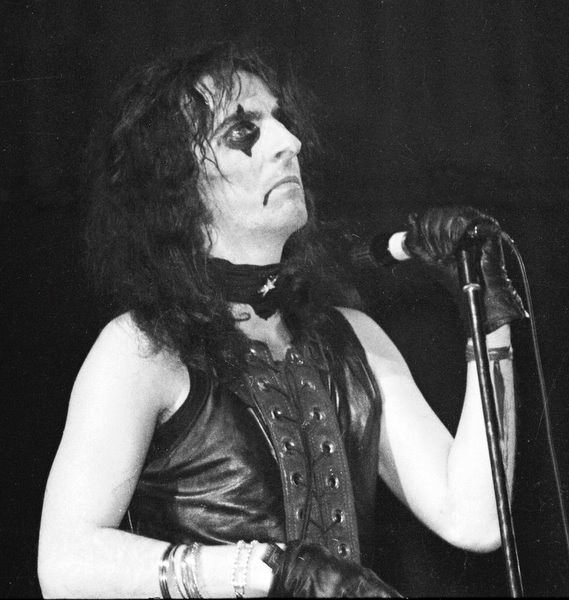
Le groupe Alice Cooper lance le style dans les années 1970.

Screamin' Jay Hawkins est généralement cité comme étant le premier shock rocker. Après le succès de son titre I Put a Spell on You en 1956, il commence alors une tournée pendant laquelle il apparaît sortant d'un cercueil et chante dans un micro représentant un crâne. Ces éléments seront repris quelques années plus tard par Screaming Lord Sutch.
Alice Cooper donne ses « lettres de noblesse » au genre à la fin des années 1960 et au début des années 1970. Ses spectacles, très élaborés et encore controversés aujourd'hui (avec pendaisons, guillotines, chaise électrique, boa constrictor, décapitation de poupées à coups de hache, monstres, etc.) serviront d'inspiration à bien d'autres artistes tels que Kiss (le bassiste Gene Simmons utilise une basse en forme de hache et crache du sang ; le groupe en entier est maquillé et porte des costumes de cuirs avec piques, clous, etc. ; des effets pyrotechniques apparaissent pour la première fois : flammes, explosions, fumée, feux d'artifice), King Diamond (maquillage, paroles et univers sombres et sataniques), Twisted Sister (costumes et maquillages, paroles controversées), W.A.S.P. (paroles très controversées et concerts choquants ou le chanteur Blackie Lawless lance des morceaux de viande dans la foule, boit du sang dans un crâne et torture une fille nue sur scène) et, plus tard, Marilyn Manson (paroles controversées, pied de micro en forme de fusil, podium sur lequel est représenté un crucifix formé de deux revolvers et d'un fusil, symbole nazi sur un casque militaire).
De la fin des années 1970 jusqu'à sa mort en 1993, le punk GG Allin tient la vedette du genre avec des concerts pendant lesquels il défèque sur scène (puis mange et jette sur les spectateurs le résultat), chante nu, se fait faire des fellations par les fans, s'automutile et se bat avec le public.

### Depuis les années 2000
Depuis les années 1990 et le début des années 2000, le shock rock semble perdre son pouvoir et les groupes du genre apparaissent de moins en moins, Marilyn Manson étant un rare exemple de groupe de shock rock moderne. Néanmoins, la plupart des premiers groupes comme Alice Cooper, Kiss, Twisted Sister et W.A.S.P. continuent à faire des albums et/ou des tournées à succès.

## Artistes notables
Les groupes et artistes représentatifs du genre incluent notamment : Alice Cooper, Amboy Dukes, Anal Cunt, Black Sabbath, Blue Cheer, David Bowie, Arthur Brown, Butthole Surfers, Dead Kennedys, The Dwarves, Frankenstein Drag Queens From Planet 13, Fr3aky, GG Allin, Genitorturers, Giallo Queens, GWAR, Hawkwind, Richard Hell, Iggy Pop, Jack Off Jill, King Diamond, Kiss, Lizzy Borden, Lordi, Marilyn Manson, MC5, The Meteors, Mindless Self Indulgence, Mudvayne, Mushroomhead, Murderdolls, New York Dolls, Ozzy Osbourne, Plasmatics, Punish Yourself, Rammstein, Rapeman, Rob Zombie, Roxy Music, The Runaways, Screaming Lord Sutch, The Tubes, The Sex Pistols, Slits, Steve Albini, The Stooges, Twisted Sister, Undercover Slut, W.A.S.P., Wendy O. Williams, Wednesday 13, et White Zombie.